# Hugh Elles
Sir Hugh Jamieson Elles (27 mai 1880 - 11 juillet 1945) est un général britannique.
Il rejoint le Corps des ingénieurs royaux en 1899.

## Biographie

### Première Guerre mondiale
Général, il commande le Corps des blindés et est à sa tête lors de la bataille de Cambrai dans un tank Mark IV surnommé « Hilda ». On lui attribue l'invention de la fascine permettant aux tanks d'aller dans les fossés profonds.

### Après Guerre
Après la Première Guerre mondiale, il commanda le Centre d'entrainement du Corps blindé de 1919 à 1923 et fut Inspecteur de ce Corps auprès du War Office en 1923. Il prend sa retraite en 1938 en tant que Master General of Ordnance, poste qu'il occupait depuis 1934.
Pendant la Seconde Guerre mondiale, il était basé à Bristol et il aurait pris le commandement de la Résistance si l'Allemagne avait envahi la Grande-Bretagne (opération Seelöwe).

## Honneurs et distinctions
- Chevalier commandeur de l'Ordre du Bain (KCB)
- Chevalier commandeur de l'Ordre de Saint-Michel et Saint-Georges (KCMG)
- Chevalier commandeur de l'Ordre royal de Victoria (KCVO)
- Distinguished Service Order (DSO)
- Croix de guerre belge 1914-1918
- Croix de guerre 1914-1918 avec palmes
- Chevalier de la Légion d'honneur
- Commandeur de l'Ordre de la Couronne (Belgique)
- Ordre du Soleil levant (Japon)